# Классный мюзикл: Выпускной
«Классный мюзикл: Выпускной» (англ. High School Musical 3: Senior Year; 2008) — третий и заключительный музыкальный молодёжный телефильм кинокомпании Уолта Диснея в серии «Классный мюзикл».
Премьера фильма состоялась 28 сентября 2008 года в Стокгольме. 22 октября фильм вышел в прокат в Великобритании, Франции, Швеции, 24 октября — в США. В России премьера в кинотеатрах состоялась 13 ноября. А премьера на российском телевидении состоялась на Первом канале 27 марта 2011 года.

## Сюжет
И вот наступил последний — выпускной — год в школе для класса Троя (Зак Эфрон) и Габриэллы (Ванесса Хадженс). Впереди — поступление в колледж и расставание с любимыми и друзьями. Вместе с друзьями они ставят напоследок традиционный для школы весенний мюзикл.

## В ролях
- Зак Эфрон — Трой Болтон
- Ванесса Хадженс — Габриэлла Монтез
- Эшли Тисдейл — Шарпей Эванс
- Лукас Грейбил — Райан Эванс
- Элисон Рид — Мисс Дарбус
- Корбин Блю — Чед
- Моник Коулман — Тейлор МакКесси
- Олеся Рулин — Келси Нилсен
- Крис Уоррен мл. — Зик Бейлор
- Барт Джонсон — тренер Джек Болтон
- Райн Сэнборн — Джейсон Кросс
- Кейси Стро — Марта Кокс
- Мэтт Прокоп — Джимми «Ракета» Зара
- Джемма МакКензи-Браун — Тиара Голд
- Джастин Мартин — Донни Фокс

## Музыкальные номера
Саундтрек фильма:
1. Сейчас или никогда / англ. «Now or Never» — Трой, Чед, Габриэлла и тренер Болтон (школьный спортзал; подпевают группа поддержки и «дикие коты»)
2. Наш мир / англ. «Right Here, Right Now» — Трой и Габриэлла (домик Троя на дереве)
3. Мы можем всё / англ. «I Want It All» — Шарпей и Райан (школьная столовая)
4. Давай танцевать / англ. «Can I Have This Dance» — Трой и Габриэлла (сад на школьной крыше)
5. Вот это будет ночь / англ. «A Night to Remember» — Трой, Габриэлла, Шарпей, Райан, Чед, Тейлор, Келси, Зик, Джейсон и Марта (школьный актовый зал)
6. Жизнь свою тебе дарю / англ. «Just Wanna Be with You» — Райан, Келси, Трой и Габриэлла (класс музыки и актовый зал в школе)
7. Мы снова здесь / англ. «The Boys Are Back» — Трой и Чед (свалка старых автомобилей Райли; подпевают парни)
8. * Наш мир / англ. «Right Here, Right Now (Reprise)» — Трой и Габриэлла (домик Троя на дереве и балкон дома Габриэллы)
9. Просто уйди / англ. «Walk Away» — Габриэлла (дом Габриэллы)
10. Крик / англ. «Scream» — Трой (спортзал, коридоры, столовая и актовый зал в школе)
11. Давай танцевать (повтор) / англ. «Can I Have This Dance (Reprise)» — Трой и Габриэлла (Стэнфордский университет и школьный спортзал)
12. Выпускной весенний мюзикл (школьный актовый зал):
  1. Последний шанс / англ. «Last Chance (Ballad)» — Келси и Райан
  2. Сейчас или никогда / англ. «Now or Never (Reprise)» — Чед, Зик, Джейсон и Марта (подпевают «дикие коты»)
  3. Мы можем всё / англ. «I Want It All (Reprise)» — Райан (подпевает хор девушек)
  4. Жизнь свою тебе дарю / англ. «Just Wanna Be with You (Reprise)» — Шарпей, Джимми, Трой и Габриэлла (подпевают «дикие коты»)
  5. Вот это будет ночь / англ. «A Night to Remember (Reprise)» — Тайра и Шарпей (подпевает хор мальчиков)
13. Рука к руке, дружнее (выпускной mix) / англ. «We're All in This Together (Graduation Mix)» — «Дикий коты» (школьный актовый зал и футбольное поле (выпускная церемония))
14. Классный мюзикл / англ. «High School Musical» — Трой, Габриэлла, Шарпей, Райан, Чед и Тейлор (школьное футбольное поле (выпускная церемония) и школьная сцена; подпевают Келси, Зик, Джейсон, Марта и «дикие коты»)

* Только в расширенной версии фильма.

## Съёмочная группа и производство
Даты киносъёмок: с 21 апреля по 30 июня 2008 года.
Премьера фильма состоялась 28 сентября 2008 года в Стокгольме. В широкий прокат фильм вышел 22 октября в Великобритании, Египте, Франции, Швеции и на Филиппинах, 23 октября — в Австрии, Германии, Греции, Кувейте и ОАЭ и 24 октября — в Бразилии, Гонконге, Израиле, Испании, Канаде, Норвегии, Сингапуре, США, Финляндии, Эстонии и на Тайване.
Премьера в России состоялась 13 ноября 2008 года.
В первые выходные показа в США (24—26 октября) фильм занял первое место по сборам с $42.030.184.
На DVD (одиночном и двойном) фильм вышел 16 февраля 2009 года — для второго региона (Европа, Япония), 17 февраля — для первого региона (Канада, США) и 24 февраля — для третьего региона (Юго-Восточная Азия). На одиночном DVD помещена версия фильма, демонстрировавшаяся в кинотеатрах (1:52:15), и прощальные слова актёров, покидающих сериал. На двойном DVD — расширенная версия фильма (1:57:17); песни; сцены, не вошедшие в фильм (6:30); дубли с ошибками актёров (2:45); прощальные слова актёров, покидающих сериал, и несколько других бонусов, а также специальный электронный вариант (digital copy) фильма для просмотра в Windows Media Player или Apple iTunes.

## Сборы
Мюзикл принёс рекордные сборы в первые выходные в США (42 030 184 долларов), став первым в рейтинге. И остался первым (по сборам) на следующей неделе. На третьей неделе спустился на третью строчку, на следующей — ещё на одну. К середине ноября 2008 года занял седьмое место по сборам в США среди всех мюзиклов.

## Рецензии
- Волобуев Р. Неоконсервативный мюзикл про выбор жизненного пути // «Афиша» (12 ноября 2008 г.) Архивная копия от 23 января 2009 на Wayback Machine. (рус.) — 12.11.2008.
- Епишкина А. Шикарный выпускной // «Новости кино» (13 ноября 2008 г.) Архивная копия от 11 декабря 2009 на Wayback Machine. (рус.) — 12.11.2008.
- Тихонова Е. Такие прыгучие дети // Рецензии на Фильм.ру. (рус.) — 14.11.2008.